# Myrmecaelurus laetus
Myrmecaelurus laetus is een insect uit de familie van de mierenleeuwen (Myrmeleontidae), die tot de orde netvleugeligen (Neuroptera) behoort. 
Myrmecaelurus laetus is voor het eerst wetenschappelijk beschreven door Klug in Ehrenberg in 1834.